# 豐坪溪發電廠
豐坪溪發電廠位在臺灣花蓮縣卓溪鄉，旗下共分有第一發電廠以及第二發電廠。2004年因實際動工時間已超過環評法規定而遭勒令停工，2009年11月經環保署完成環差審查通過，於2010年1月經花蓮縣政府同意繼續進行開發施工，但因開發商因資金斷續不足，停工長達七年，至2019年僅完成20%工程進度，2019年經營易主，由正崴集團接收投資並100%持股，繼續完成後續工程。

## 沿革

### 規畫歷程
豐坪溪發電廠是民間企業世豐電力股份有限公司所投資，預計在花蓮縣卓溪鄉豐坪溪上游河床海拔標高197公尺處興建攔河堰一座，經長約3,000公尺之導水隧道引水至太平橋上游2公里處的露天式發電廠發電，場內預計將裝置豎軸法蘭西斯水輪發電機組一部，總裝置容量為1.81萬千瓦，是為第一發電廠。
第二發電廠則規劃在豐坪溪右側支流海拔標高589公尺處興建攔河堰一座，再經由長900公尺之導水隧道引水至豐坪溪中游右岸海拔標高220公尺處的露天式發電廠進行發電，廠內預計裝置一部豎軸佩爾頓式水輪發電機組，總裝置容量為1.9萬千瓦。
兩座發電廠最早在1996年（民國85年），世豐公司委託巨廷工程顧問公司進行發電廠的第一階段可行性評估報告，第二階段環境影響評估是在1998年（民國87年）到1999年（民國88年）之間完成評估，同樣也是委託巨廷工程顧問公司執行，爾後於1999年（民國88年）8月25日，環保署公告豐坪溪及其支流水力發電開發計畫環境影響評估有條件通過，並原訂於2002年（民國91年）7月正式動工，然而，實際動工日為2004年（民國93年）10月31日。

### 施工概況
豐坪溪發電廠於2004年（民國93年）10月31日由世豐公司委託介興營造廠股份有限公司正式動工，導水、壓力以及交通隧道採用NATA工法鉆炸施工模式，攔河堰壩體以吊車吊桶載運混凝土澆置作業，並設置魚道保育豐坪溪迴游魚類，壓力鋼管為直立式，並採用昇井法方式機械鑽鑿，發電廠廠房採用順打工法施作。
2005年（民國94年）3月時，發電廠工區已開挖四座隧道，總挖掘長度已超過2,000公尺，並在豐坪溪左岸設置有預拌混凝土廠一座，然而卻發生，自隧道內所挖掘出的棄渣土石隨意棄置在施工道路旁的山坡、河岸以及預拌混凝土廠設置地點違法等事項而遭花蓮縣環保局依環評法處以新臺幣60萬元的罰款，而後續更因為環評規定開工時間與實際動工日超過三年，而違反環評法規定遭環保署勒令停工。環保署要求世豐公司必須進行環境差異分析補件才能重新復工，當時，世豐公司為此提出訴願及行政訴訟，目前已完成環差審查。
2019年復工之時未踐行原住民族部落諮商同意，遭高等法院判決停工，補行該程序後，仍因許多瑕疵遭到社會大眾質疑；另因環評爭議仍在纏訟中。

## 設施
| 名稱       | 發電機組型號             | 機組數量 | 發電方式 | 有效落差（公尺） | 單一機組用水量（CMS） | 容量（MW） | 位置                   | 興建日期 | 狀態                       |
| ---------- | ------------------------ | -------- | -------- | ---------------- | --------------------- | ---------- | ---------------------- | -------- | -------------------------- |
| 第一發電廠 | 豎軸法蘭西斯水輪發電機組 | 1        | 調整池式 |                  |                       | 18.1       | 花蓮縣卓溪鄉豐坪溪     | 2004年   | 至2019年均持續低強度施工中 |
| 第二發電廠 | 豎軸佩爾頓式水輪發電機組 | 1        | 調整池式 |                  |                       | 19         | 花蓮縣卓溪鄉豐坪溪支流 | 2004年   | 至2019年均持續低強度施工中 |

## 資料來源
1. 1 2 3 4 5  徐近. . 臺灣: 聯成印務. 2005年5月. ISBN 9868123402.
2. 1 2  . 再生能源網-專業人士版.   [2015-12-08]. （原始内容存档于2014-06-11） （中文（臺灣））.
3. ↑  . 我們的島. 2006-05-15  [2015-12-08]. （原始内容存档于2016-03-04） （中文（臺灣））.
4. 1 2   (PDF). 台灣環境保護聯盟. 2008-7  [2015-12-08]. （原始内容存档 (PDF)于2016-03-06） （中文（臺灣））.
5. ↑  . 巨廷工程顧問公司.   [2015-12-08]. （原始内容存档于2016-03-04） （中文（臺灣））.
6. ↑  . 巨廷工程顧問公司.   [2015-12-08]. （原始内容存档于2016-03-04） （中文（臺灣））.
7. ↑   (PDF). 環保署. 1999年8月25日  [2015-12-08]. （原始内容 (PDF)存档于2016年3月4日） （中文（臺灣））.
8. 1 2  . 介興營造廠股份有限公司. 2004-10-31  [2015-12-08]. （原始内容存档于2016-03-04） （中文（臺灣））.